# Decamerotico
Pour les articles homonymes, voir Décaméron (homonymie).
Un decamerotico est un film érotique se déroulant en Italie à la fin du  Moyen Âge et racontant les aventures sexuelles de gens du peuple et du clergé. C'est souvent un film à sketches. Le terme est un mot-valise formé de Decameron (titre d'un film de Pier Paolo Pasolini tiré d’un livre de Boccace) et de erotico (« érotique »). 

## Histoire
Pier Paolo Pasolini, dans le but d’exalter la sexualité comme force de vie, avait tourné la Trilogie de la vie, composée de films érotiques se déroulant au Moyen Âge : Le Decameron, Les contes de Canterbury et Les mille et une nuits. La trilogie ayant eu du succès (davantage en tant que films érotiques que pour leur dimension artistique et philosophique), une mode apparut des films érotiques médiévaux, qui prit le nom du premier film de la trilogie : « decamerotico » pour  « Le Decameron ».
Il s’agit de simples films érotiques dont les ambitions sont très éloignées de celles de Pasolini, et ainsi la Trilogie de la Vie n’appartient pas elle même vraiment au courant du decamerotico. Ce genre voisin de la comédie érotique italienne a eu un grand succès en Italie dans les années 1970. Une cinquantaine de ces films ont été réalisés en Italie entre 1972 et 1976, dont plus de trente en 1972, l'année la plus prolifique.

## Films fondateurs

### La trilogie de Pasolini (1971-1974)
La naissance du genre est due au succès remporté au début des années 1970 par trois films de Pier Paolo Pasolini formant sa « trilogie de la vie » :
- 1971 : Le Décaméron (Il decameron) ;
- 1972 : Les Contes de Canterbury (I racconti di Canterbury) ;
- 1974 : Les Mille et Une Nuits (Il fiore delle Mille e una notte).

### Films antérieurs liés auDécaméron
- 1965 : La Mandragore (La mandragola) d'Alberto Lattuada.
- 1966 : Les Nuits facétieuses (Le piacevoli notti) d'Armando Crispino et Luciano Lucignani.
- 1966 : Belfagor le Magnifique (L'arcidiavolo) d'Ettore Scola.
- 1969 : Decameron '69 de Bernard Clarens, Jean Desvilles, Louis Grospierre, Jean Vautrin, Miklós Jancsó, Serge Korber et François Reichenbach.

## Liste des films
- 1972 :

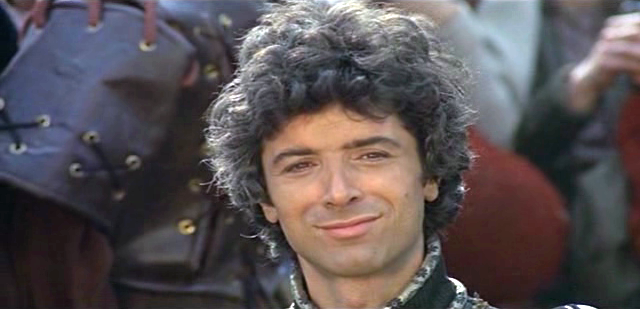
Don Backy dans Quando le donne si chiamavano madonne.

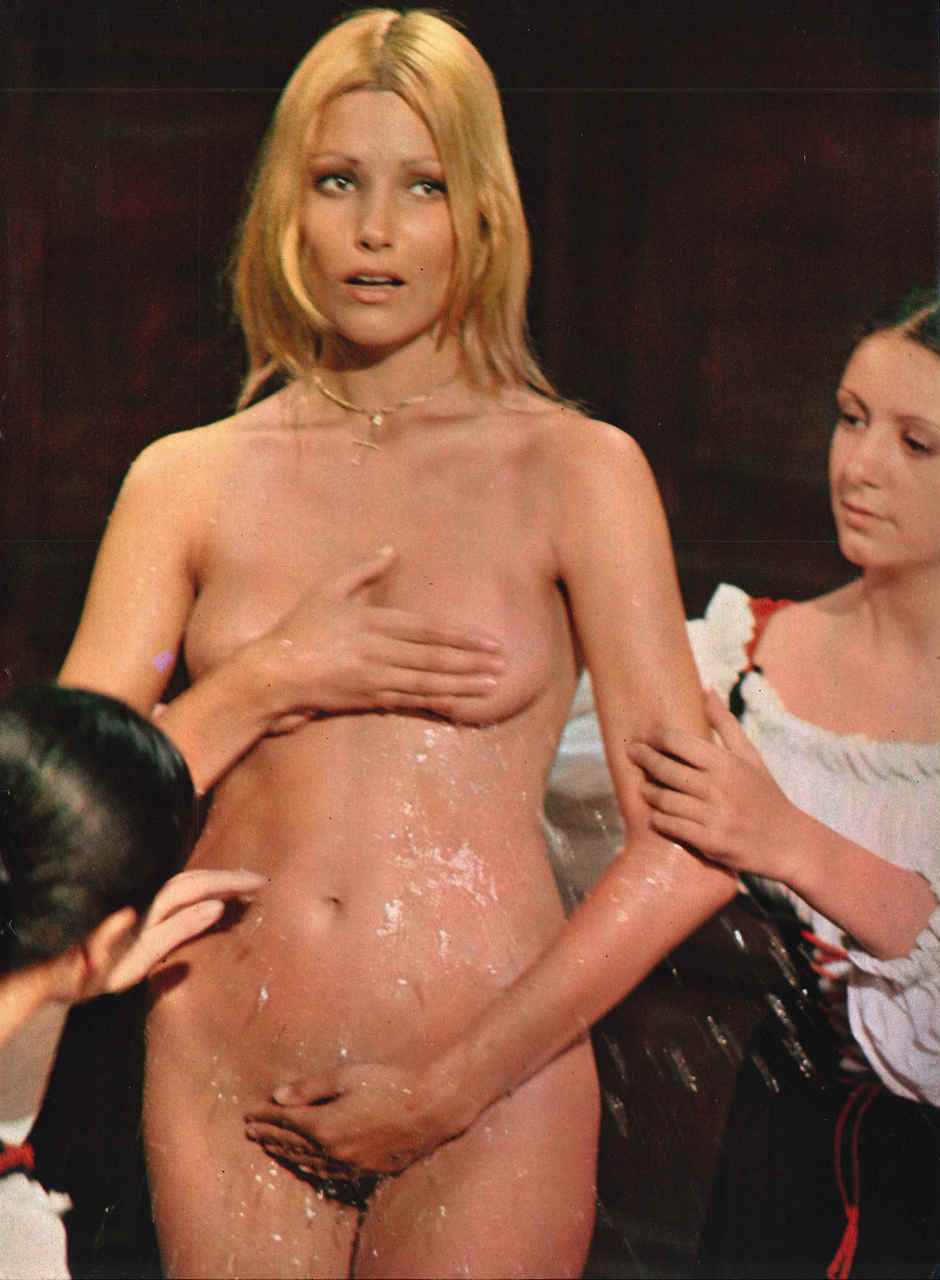
Janet Agren dans Racconti proibiti... di niente vestiti.

  - Fais vite, monseigneur revient ! (Quel gran pezzo della Ubalda tutta nuda e tutta calda) de Mariano Laurenti
  - Una cavalla tutta nuda de Franco Rossetti
  - Boccace raconte de Bruno Corbucci
  - Canterbury proibito d'Italo Alfaro
  - Decameron n° 2 - Le altre novelle del Boccaccio de Mino Guerrini
  - Si mes nuits d'amour vous étaient contées (Decameron n° 3 - Le più belle donne del Boccaccio) d'Italo Alfaro
  - Décaméron 3 (Novelle galeotte d'amore) d'Antonio Margheriti
  - Les Plaisirs charnels du nouveau Décaméron 300 (Decameron '300) de Renato Savino
  - Le Dernier des Décamerons (it) (Decameron nº 4 - Le belle novelle del Boccaccio) de Paolo Bianchini
  - Le calde notti del Decameron de Gian Paolo Callegari
  - Les Nouveaux Contes immoraux (Decameroticus) de Giuliano Biagetti
  - Quando le donne si chiamavano madonne de Aldo Grimaldi
  - Sollazzevoli storie di mogli gaudenti e mariti penitenti - Decameron nº 69 (it) de Joe D'Amato
  - Les Contes pervers de l'Arétin (E si salvo solo l'Aretino Pietro con una mano avanti e l'altra dietro...) de Silvio Amadio
  - Les Pages galantes de l'Arétin (Le notti peccaminose di Pietro l'Aretino) de Manlio Scarpelli
  - Fiorina la vacca de Vittorio De Sisti
  - V'là que les nonnes dansent le tango ! (it) (Fratello homo sorella bona) de Mario Sequi
  - Le Décaméron interdit (it) (Il Decamerone proibito) de Carlo Infascelli
  - Les Nouveaux Contes érotiques de Boccace (it) (Decameron proibitissimo (Boccaccio mio statte zitto)) de Marino Girolami
  - Les Autres Contes de Canterbury (Gli altri racconti di Canterbury) de Mino Guerrini
  - La Belle Antonia, d'abord ange puis démon (La bella Antonia, prima monica e poi dimonia) de Mariano Laurenti
  - Canterbury interdit (Le mille e una notte all'italiana) de Carlo Infascelli
  - Ton diable dans mon enfer (it) (Metti lo diavolo tuo ne lo mio inferno) de Bitto Albertini
  - Racconti proibiti... di niente vestiti de Brunello Rondi
  - Du Décaméron à Canterbury (Quant'è bella la Bernarda, tutta nera, tutta calda) de Lucio Giachin
  - Don Pépès (I racconti romani di una ex novizia) de Pino Tosini
  - Les Contes interdits de l'Arétin (L'Aretino nei suoi ragionamenti sulle cortigiane, le maritate e... i cornuti contenti) de Enrico Bomba
  - Le Couvent en chaleur (it) (Beffe, licenzie et amori del Decamerone segreto) de Giuseppe Vari
- 1973 : ...e continuavano a mettere lo diavolo ne lo inferno (it) de Bitto Albertini 
  - Fra' Tazio da Velletri (it), de Romano Gastaldi (et Aristide Massacesi)
  - Les Contes pervers (Novelle licenziose di vergini vogliose) de Joe D'Amato
  - Les Contes de Viterbury (I racconti di Viterbury - Le più allegre storie del '300) de Mario Caiano, avec Rosalba Neri
  - Le Décaméron noir (Il decamerone nero) de Piero Vivarelli
  - Contes érotiques ou la Sexologie de Pierre l'Arétin (I giochi proibiti de l'Aretino Pietro) de Piero Regnoli
  - Histoires scélérates (Storie scellerate) de Sergio Citti
  - Les Nouveaux Contes de Canterbury (Canterbury n° 2 - Nuove storie d'amore del '300) de Joe D'Amato
  - Décaméron aphrodisiaque (it) (Primo tango a Roma : Storia d'amore e d'alchimia) de Lorenzo Gicca Palli